# Horcajo de Santiago
Horcajo de Santiago és un municipi de la província de Conca a la comunitat autònoma de Castella la Manxa, situada a la part sud-oest de la província, a 98 km de Conca. En el cens de 2007 tenia 4444 habitants en un territori de 96,03 km².

## Personatges il·lustres
- Lorenzo Hervás y Panduro, lingüista i escriptor jesuïta de la Il·lustració.

## Demografia
| 1991 | 1996 | 2001 | 2004 |
| ---- | ---- | ---- | ---- |
| 3546 | 3603 | 3526 | 3679 |